# Alexandru Moldoveanu
Alexandru Moldoveanu (n. secolul al XX-lea – d. secolul al XX-lea) a fost un pilot român de aviație, as al Aviației Române din cel de-al Doilea Război Mondial.

## Biografie
A absolvit Școala de subofițeri naviganți la 1 decembrie 1939, obținând brevetul de pilot de război și fiind avansat la gradul de adjutant stagiar aviator.
Adjutantul stagiar av. Alexandru Moldoveanu a fost decorat cu Ordinul Virtutea Aeronautică de război cu spade, clasa Crucea de Aur (4 noiembrie 1941), împreună cu slt. av. Gheorghe Spulbatu, pentru că „au bombardat cu mult succes obiectivele la inamic, cu toată reacțiunea puternică a A. c. A. inamic care se găsea pe zonă. Au executat recunoașteri și jalonări luând parte la atacul dela Odesa, unde au executat bombardamente de mare eficacitate. Primul [Spulbatu - n.n.] are 19, iar al doilea [Moldoveanu - n.n.] 20 misiuni pe front”, clasa Crucea de Aur cu 1 baretă (4 noiembrie 1941) „pentru eroismul dovedit în lupta aeriană dela Limanul Hagibei, unde a doborît un avion inamic și în lupta aeriană dela Sjepovoca, când a doborît un avion sovietic. Are 51 misiuni pe front cu un deosebit curaj” și clasa Crucea de Aur cu 2 barete (16 februarie 1944) „pentru curajul și spiritul de sacrificiu, dovedit în luptele dela Stalingrad, unde a executat 27 misiuni de vânătoare”.

## Decorații
- Ordinul „Virtutea Aeronautică” de Război cu spade, clasa Crucea de Aur (4 noiembrie 1941)[2]
- Ordinul „Virtutea Aeronautică” de Război cu spade, clasa Crucea de Aur cu 1 baretă (4 noiembrie 1941)[3]
- Ordinul „Virtutea Aeronautică” cu spade, clasa Crucea de Aur cu 2 barete (16 februarie 1944)[4]